# Cygnus NG-11
Cygnus NG-11 (lat. „labuť“) byl let americké nákladní kosmické lodi řady Cygnus (Enhanced). Společnost Northrop Grumman loď vyrobila a vypustila podle smlouvy s agenturou NASA v rámci programu Commercial Resupply Services, jehož účelem je zásobování Mezinárodní vesmírné stanice (ISS), a to jako jedenáctý a poslední let podle první etapy smlouvy CRS. Loď odstartovala do vesmíru 17. dubna 2019, na ISS dovezla 3,7 tuny nákladu a zanikla 6. prosince 2019.

## Loď Cygnus

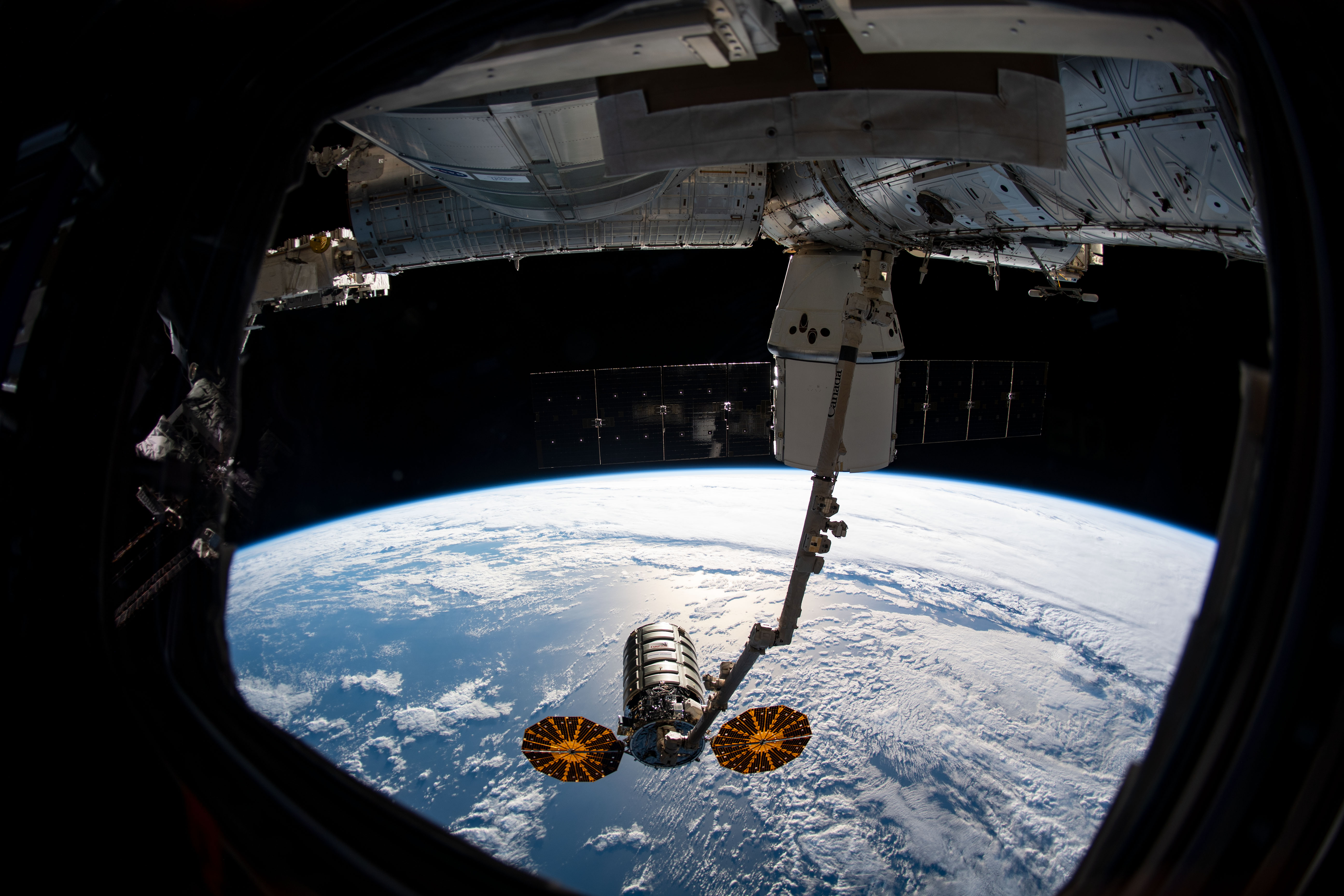
NG-11 při zachycování k ISS.

Pro lety s nákladem k ISS jsou od roku 2015 využívány lodi Cygnus s označením Enhanced (vylepšené). Jejich délka dosahuje 6,39 metru a vnější průměr 3,07 metru. Hermetizovaný modul o objemu 27 m³ pojme až 3 700 kg nákladu.
Na spodku lodi (ve směru letu při startu) jsou umístěny dva solární panely vyrobené technologií Ultraflex, které se po startu rozevřou jako vějíř.
Na horní části je umístěn kotvicí mechanismus CBM (Common Berthing Mechanism) pro hermetické připojení k stanici a umožnění přístupu její posádky do vnitřku lodi. Lodi Cygnus se k ISS nepřipojují automaticky jako lodi Progress, Dragon 2 a dříve také ATV, ale pomocí robotické ruky Canadarm2. Cygnus se ke stanici přiblíží na zhruba 10 metrů, posádka ho zevnitř stanice pomocí robotické ruky zachytí, domanévruje ke spojovacímu portu a připojí.

## Náklad
Cygnus NG-11 dovezl na ISS náklad o celkové hmotnosti 3 436 kg, z toho 239 kg mimo hermetizovaný modul.
- Zásoby pro posádku: 987 kg
- Zásoby pro experimenty: 1 569 kg
- Vybavení pro EVA: 24 kg
- Technické vybavení stanice: 628 kg

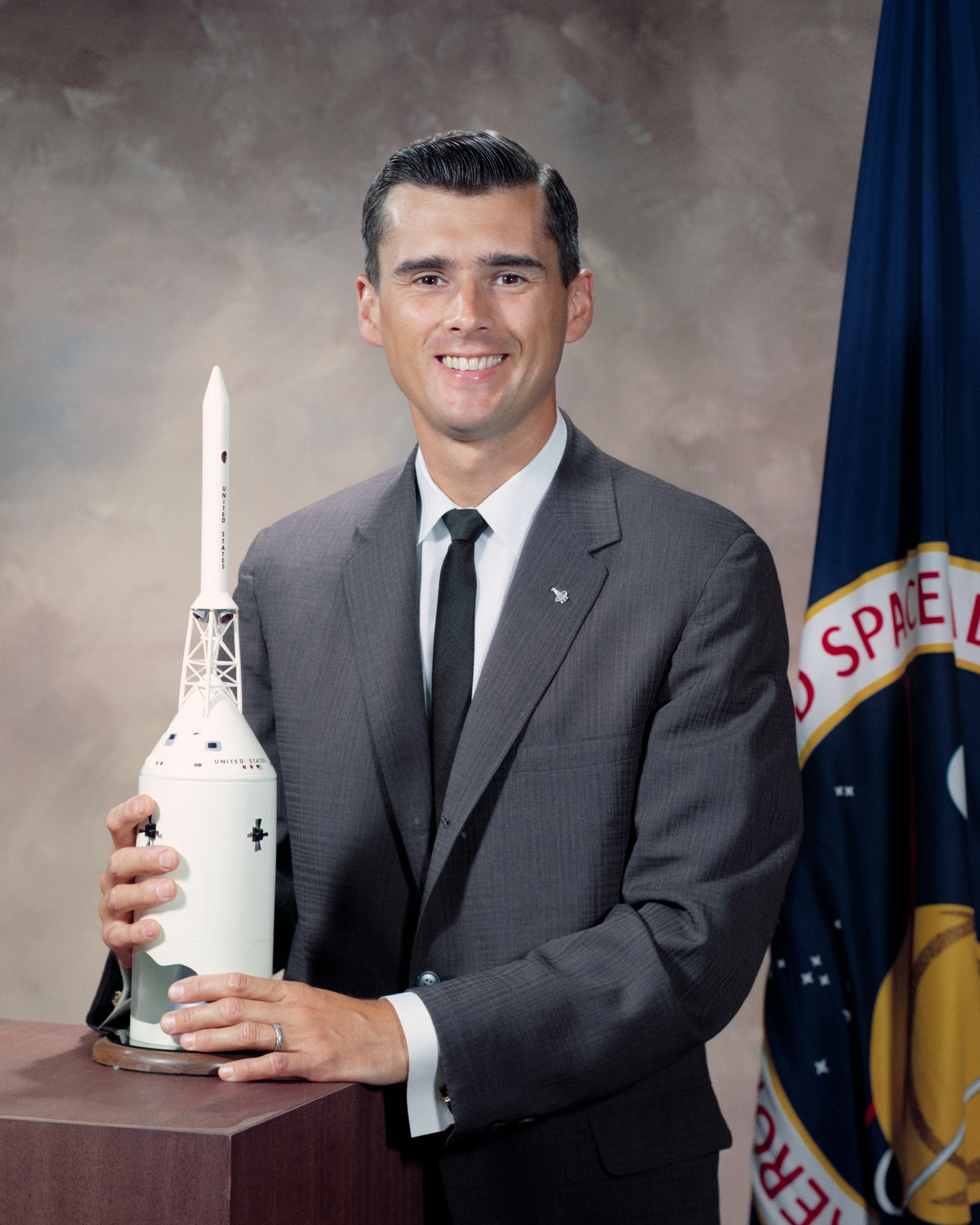
Rogger Bruce Chaffee

- Ostatní: 231 kg

## Čestné pojmenování - Roger Chaffee
Tradiční pojmenování lodi Cygnus po některé z osobností, které v minulosti významně přispěly k rozvoji kosmonautiky, tentokrát připadlo Rogeru Chaffeemu, americkému astronautovi, který zemřel 27. ledna 1967 při požáru na palubě Apolla 1.

## Průběh mise
Loď odstartovala z kosmodromu MARS (Středoatlantský regionální kosmodrom) 17. dubna 2019, 20:46:07 UTC. K ISS byla připojena pomocí robotické ruky Canadarm2. K zachycení došlo 19. dubna 2019, 09:28 UTC a k připojení k portu Unity nadir v 11:31 UTC.
Loď NG-11 byla od stanice odpojena po 109 dnech, 6. srpna 2019 kolem 13:30 UTC a po přesunu do zhruba desetimetrové vzdálenosti v 16:15 UTC uvolněna z uchycení robotickou rukou Canadarm2. Poté se již vlastními silami vzdálila od stanice a 6. prosince 2019, 15:28 UTC se rozpadla v atmosféře.